# Benhamisetosus australiensis
Benhamisetosus australiensis är en ringmaskart som först beskrevs av Benham 1915.  Benhamisetosus australiensis ingår i släktet Benhamisetosus och familjen Polynoidae.
Artens utbredningsområde är havet kring Nya Zeeland. Inga underarter finns listade i Catalogue of Life.